# ديفيد ألان جرير
ديفيد ألان جرير (بالإنجليزية: David Alan Grier)‏ هو أستاذ مشارك أمريكي، ولد في 14 فبراير 1955.

## وصلات خارجية
- الموقع الرسمي